# سیارک ۱۸۹۱۸
سیارک ۱۸۹۱۸ (به انگلیسی: 18918 Nishashah، نامگذاری:2000OB50) هجده هزار و نهصد و هجدهمین سیارک کشف شده‌است که در ۳۱ ژوئیه ۲۰۰۰ کشف شد.
قدر مطلق سیارک برابر ۱۷.۰ است.